# Eudistoma paesslerioides
Eudistoma paesslerioides is een zakpijpensoort uit de familie van de Polycitoridae. De wetenschappelijke naam van de soort is voor het eerst geldig gepubliceerd in 1914 door Michaelsen.